# Urbanatix

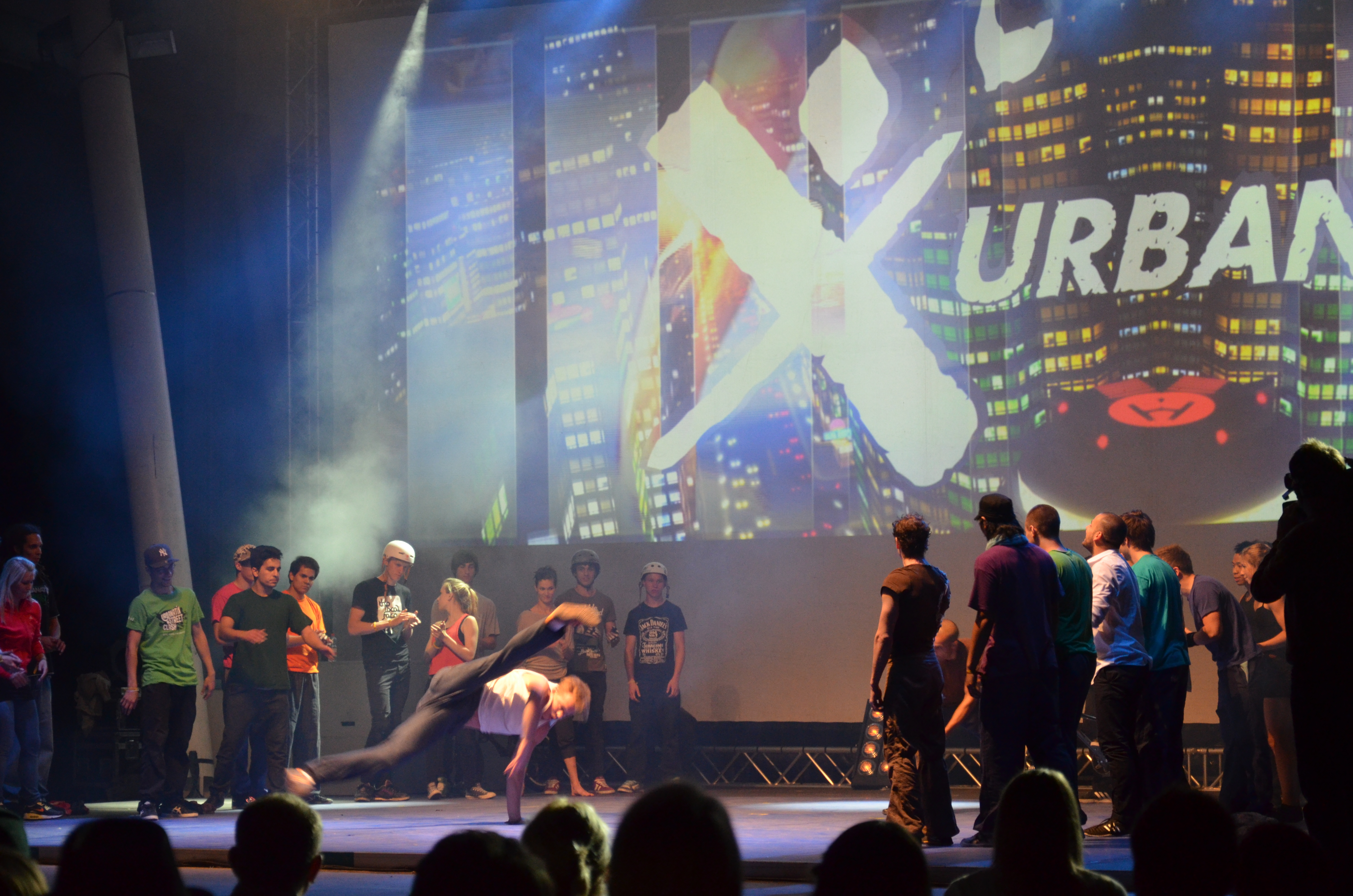
Anstelle einer Zugabe gibt es ein "Battle" der Street-Artisten

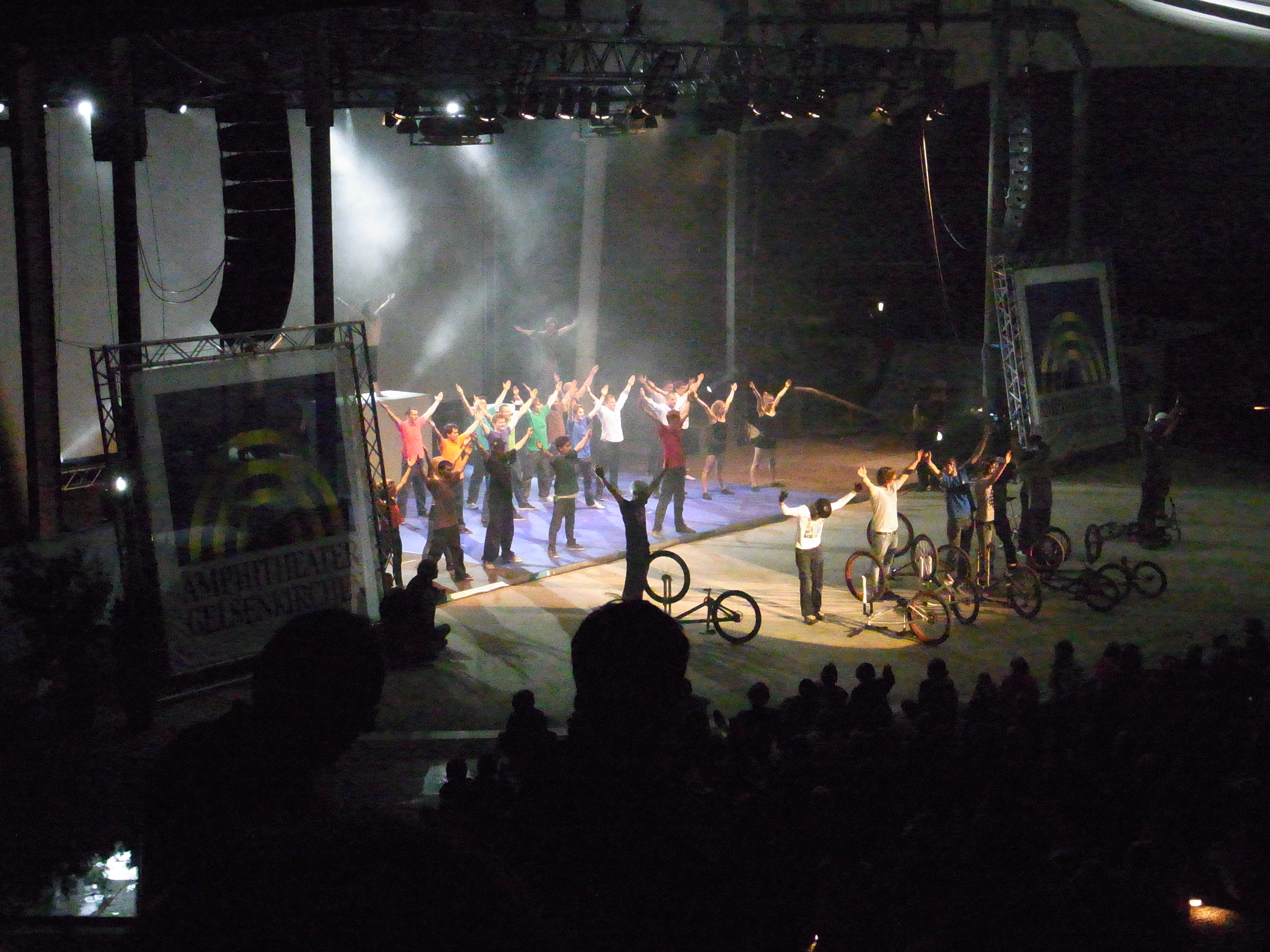
Die Artisten bilden zum Schluss das typische "X" als UrbanatiX-Gruß

Urbanatix ist ein Projekt, in dem seit 2010 alljährlich junge Street-Art-Talente aus Nordrhein-Westfalen trainieren und danach zusammen mit internationalen Artisten in einer Show auftreten. Primärer Veranstaltungsort ist die Bochumer Jahrhunderthalle. Produzent ist die Bochumer Agentur Dacapo.

## Vorgeschichte
Anfang 2007 entwickelte die Veranstaltungsagentur Dacapo-Kultur Offensiv die Idee einer großen Showproduktion, die junge Bewegungskünstler findet, fördert und zusammen mit modernen, internationalen Artisten und bekannten Beatboxern, Musikern und DJs in einem multimedialen Bühnenbild auftreten lässt. Die Bewerbung als Bochumer Projekt bei der RUHR.2010 – Kulturhauptstadt Europas wurde abgelehnt, trotzdem fand im Frühjahr 2009 das erste Casting statt. Gesucht wurden circa fünfzig junge Leute zwischen 16 und 25 Jahren, die bereits Parkour, Freerunning, Tricking, Breakdance, Skateboarden oder Biken beherrschten. Professionelle Trainer betreuten die ausgewählten jungen Männer an mehreren Workshopterminen sowie einem zweiwöchigen Trainingscamp, um deren Fähigkeiten zu verbessern und Showelelemente einzustudieren. Erste kleinere Auftritte gab es unter anderem auf dem Zeltfestival Ruhr im August 2009.
Ab Januar 2010 konnte in der entweihten und ausgeräumten Bochumer Marienkirche trainiert werden. In der 700 Quadratmeter großen Halle wurden dazu Trampoline, Obstacles, Tricking-Bahnen, ein Chinesischer Mast, Tanzspiegel, Rampen und alles Weitere aufgebaut. Im Gründungs- und Betreuerteam waren die Regisseure Christian Eggert und Karl-Heinz Helmschrot, der Choreograph Takao Baba und Fachtrainer wie Hugo Noël vom kanadischen Cirque du Soleil für das Catwall Trampolin. Zeitweise kamen auch internationale Artisten wie Eike von Stuckenbrok hinzu, mit denen gemeinsame Auftritte in der Show geplant wurden und später stattfanden.

## Erste Shows
Zu Pfingsten 2010 fand die erste Show mit 45 jungen Talenten und 8 internationalen Artisten in der Jahrhunderthalle Bochum statt. Die Kulissen auf der 600 Quadratmeter großen Bühne wurden während der Show mehrfach umgebaut, um mit Rampen oder Kästen entsprechende Sprungelemente für die Biker und Freerunner zu bieten.
Die fünf spätabendlichen und mitternächtlichen Vorstellungen mit jeweils 1200 Zuschauern waren vollständig ausverkauft und erzeugten ein positives Echo.
Urbanatix trat im Europäischen Kulturhauptstadtjahr noch zu mehreren Veranstaltungen auf, wie zum Beispiel dem Zeltfestival Ruhr oder Bochum Total. Außerdem gaben sie zur Extraschicht im Signal Iduna Park in Dortmund eine 40-minütige, eigens dafür choreografierte Show vor circa 10.000 Zuschauern.
Im September 2010 gab es ein neues Casting, bei dem sich diesmal auch junge Frauen bewarben und ausgewählt wurden.

## Weitere Entwicklung
Für Dezember 2010 wurde in einer Kooperation von Dacapo-Kultur Offensiv und der Jahrhunderthalle eine neue Showreihe mit dreizehn Veranstaltungen realisiert. Diese waren durchgehend ausverkauft.
Im November 2011 gab es die 3. Staffel unter dem Titel Spinning Around, wieder in der Jahrhunderthalle in Bochum. Zudem gab es Auftritte während der ExtraSchicht im Juli, diesmal auf der Seebühne Gelsenkirchen im Nordsternpark. Dazu fanden neue Castings im Mai statt.
Seitdem gibt es jedes Jahr im Herbst eine neue Showproduktion in der Bochumer Jahrhunderthalle. Seit dem Jahr 2011 bekamen alle Shows einen Titel: CloseUp! (2012), sub:City (2013), Outside the Box (2014), Now! (2015), Drop the Beat (2016), Grooftop (2017),
Road Trip (2018).

## Bilder von der Show 2011

Internationale Artistik
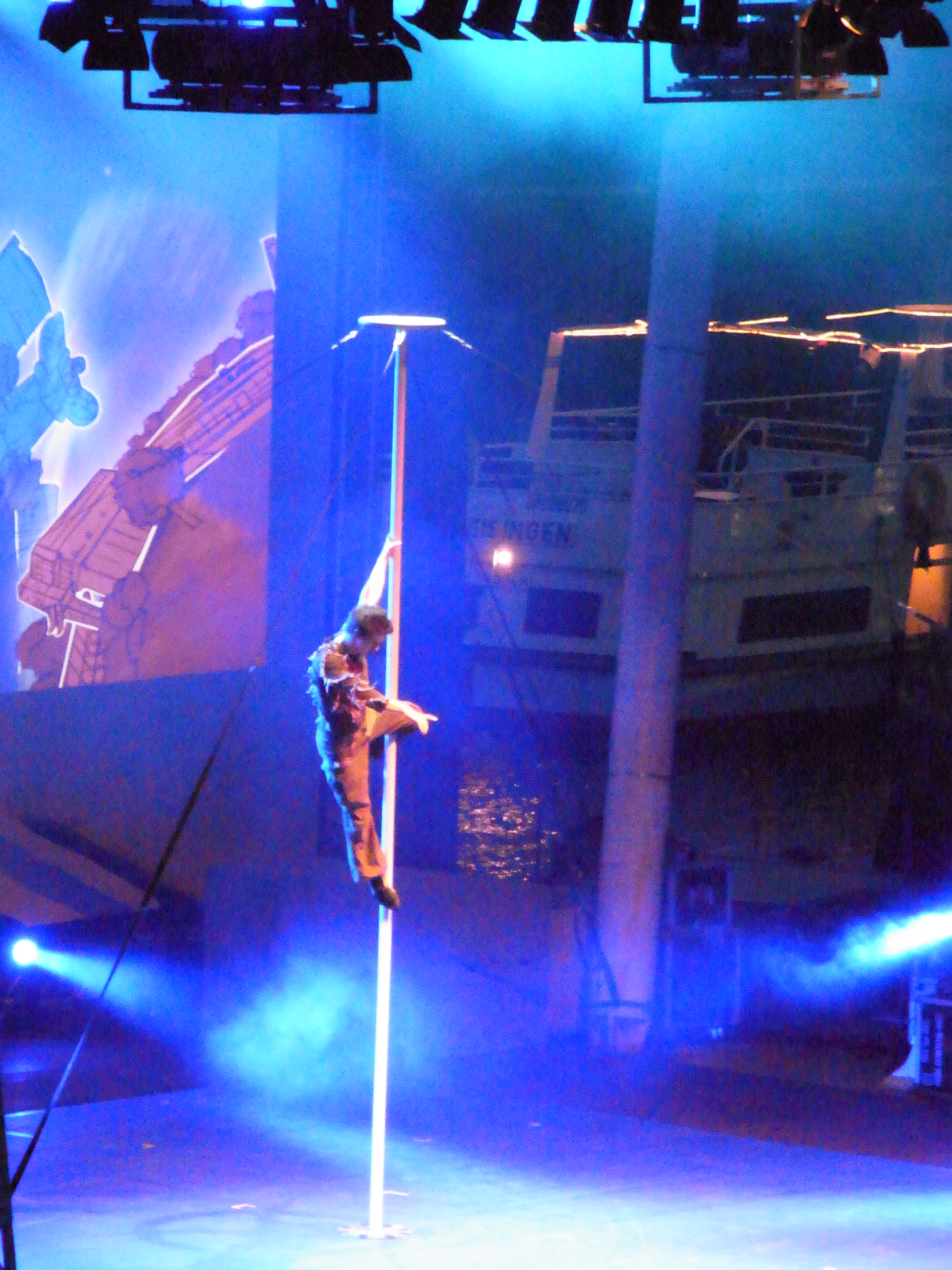
Chinesischer Mast
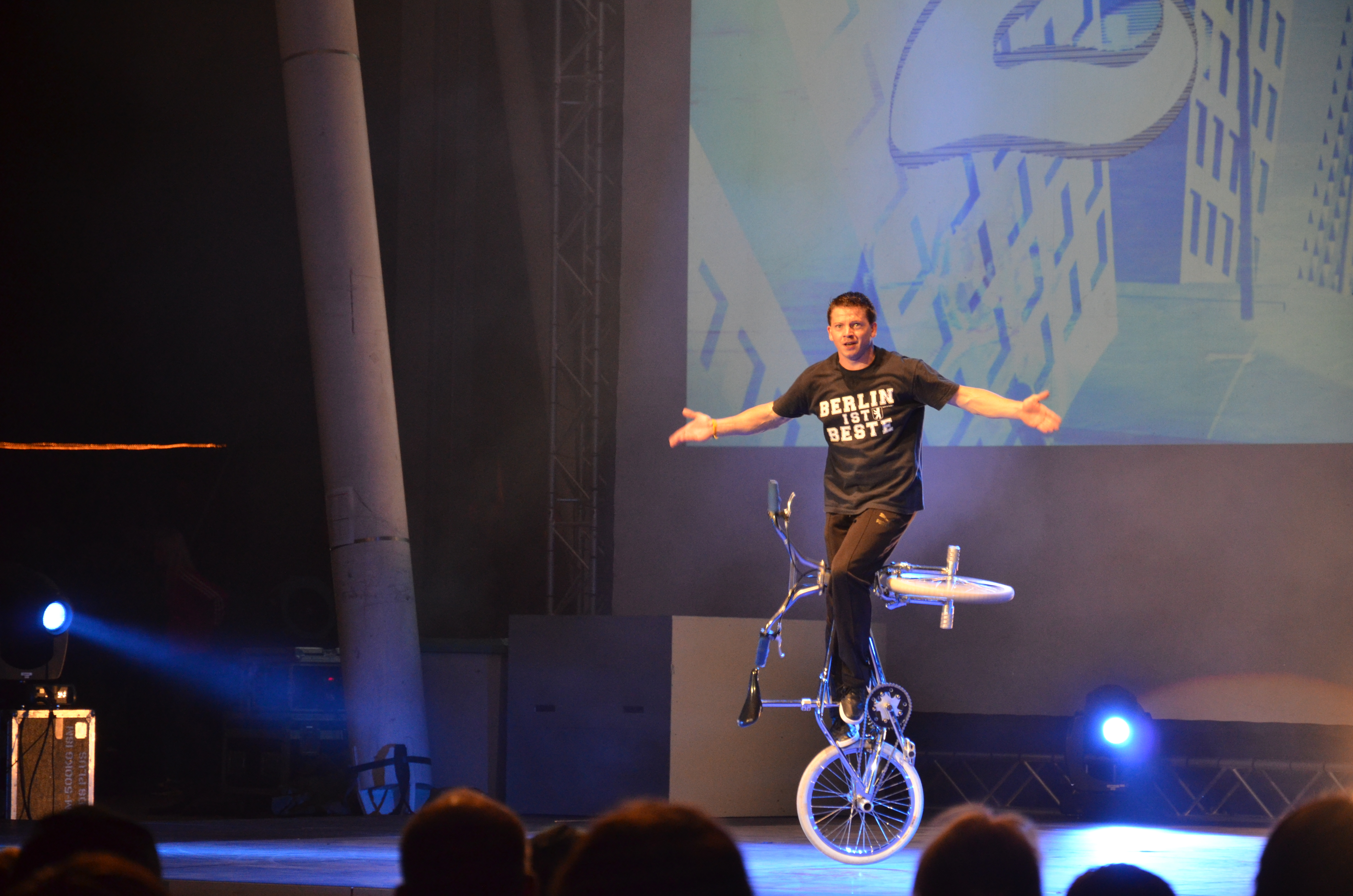
BMX-Rad
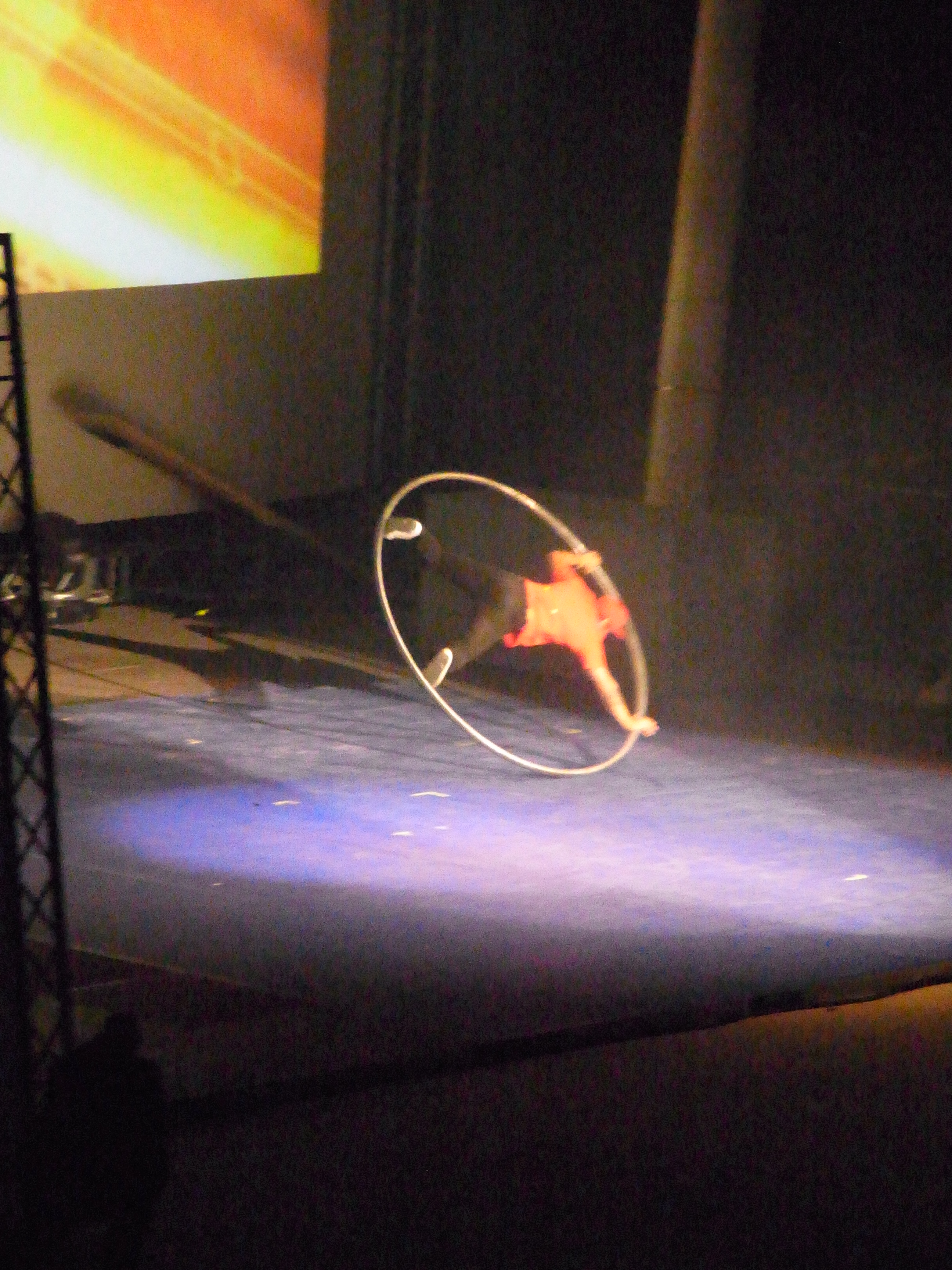
Cyr
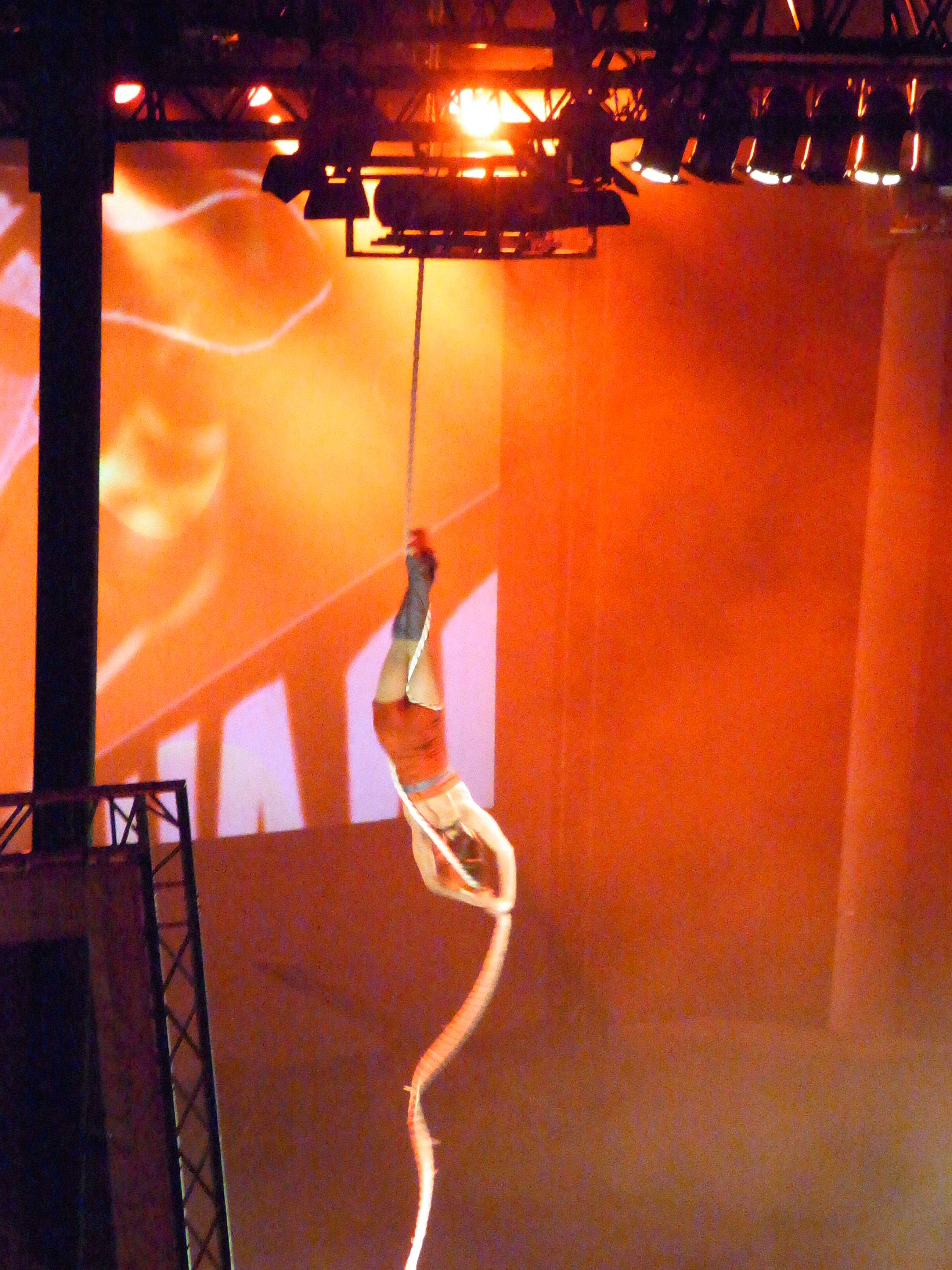
Seil bzw. Tuch
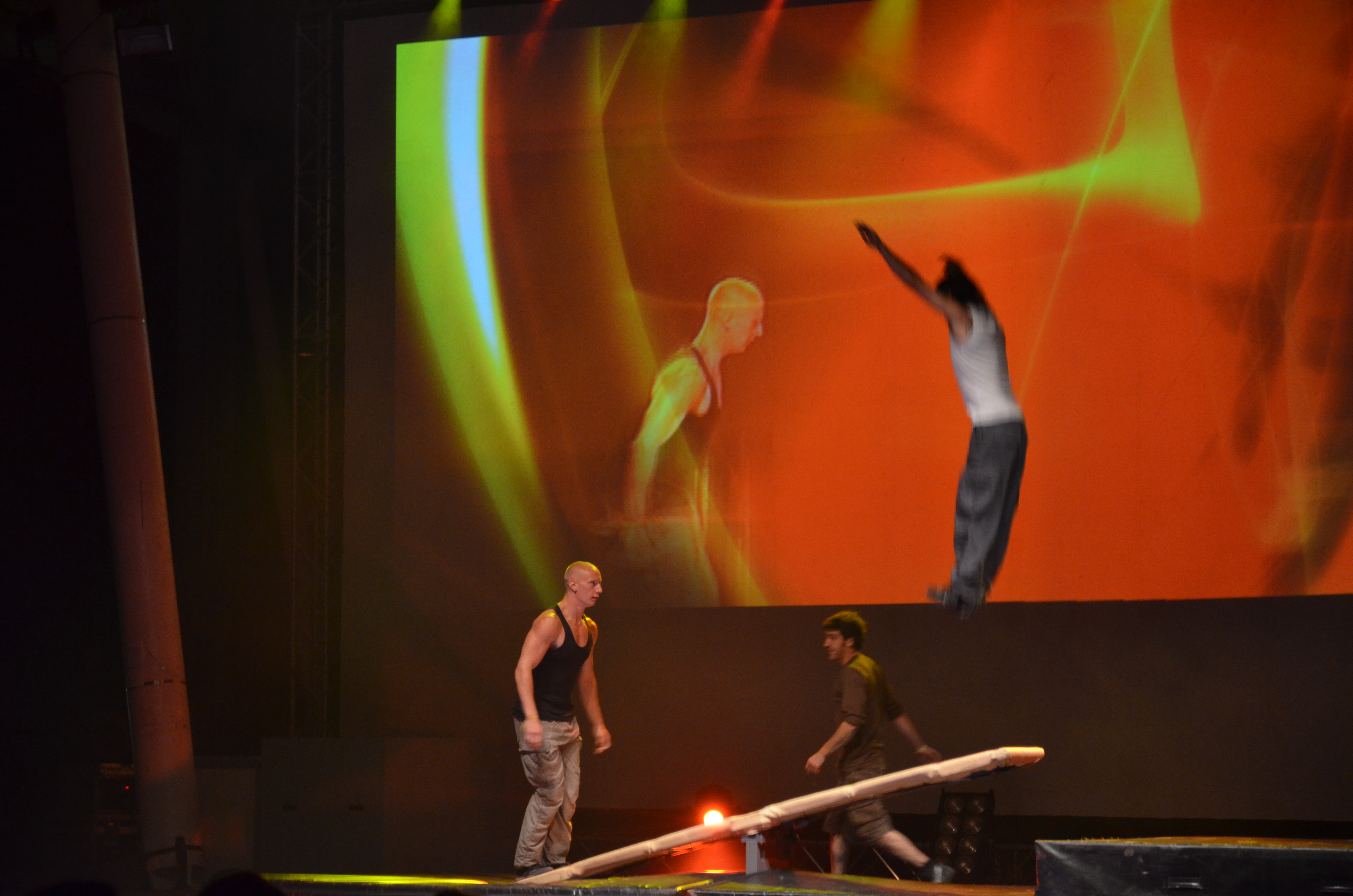
Teeterboard

Street-Artistik
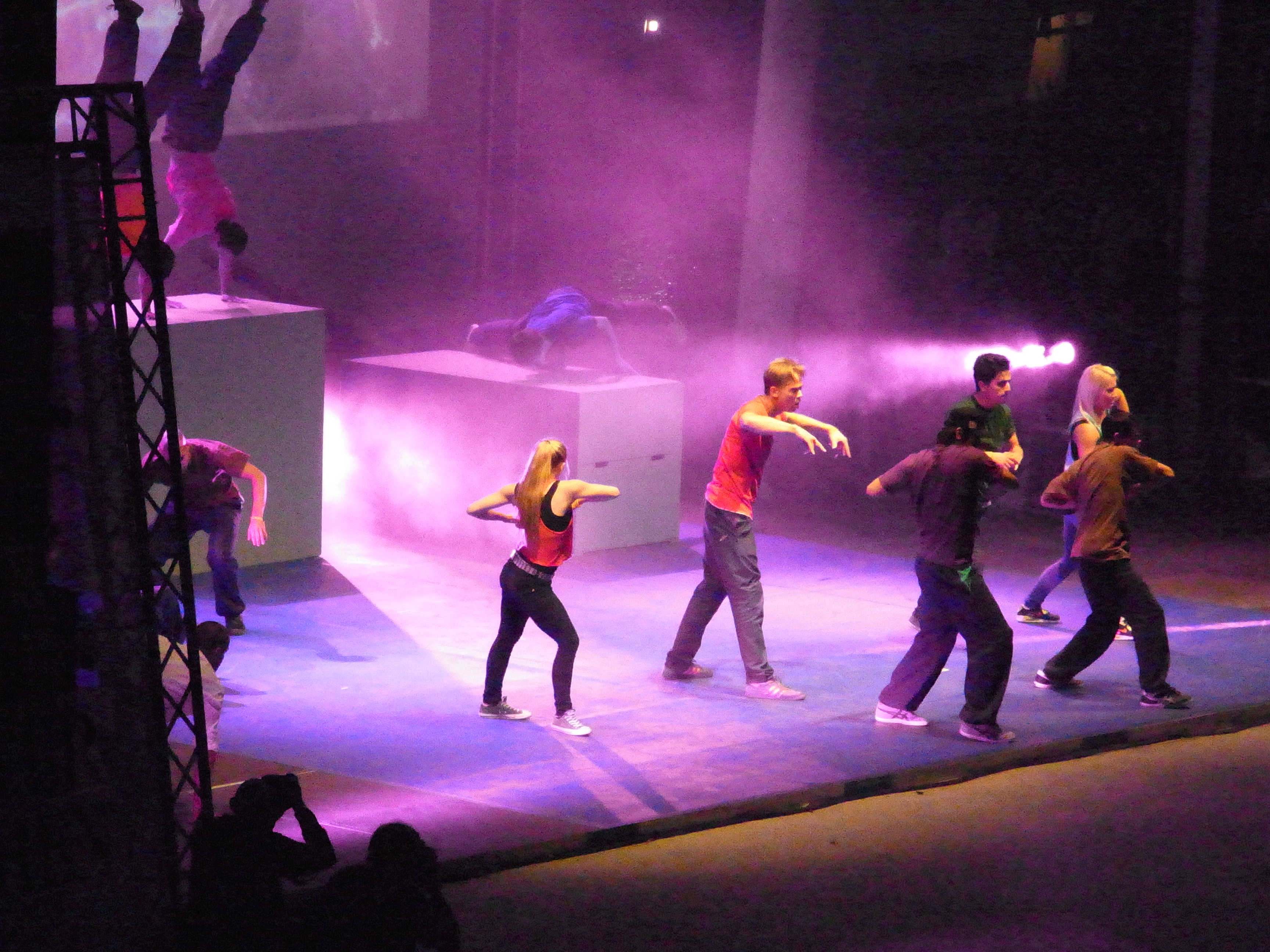
Tanz mit Parkour
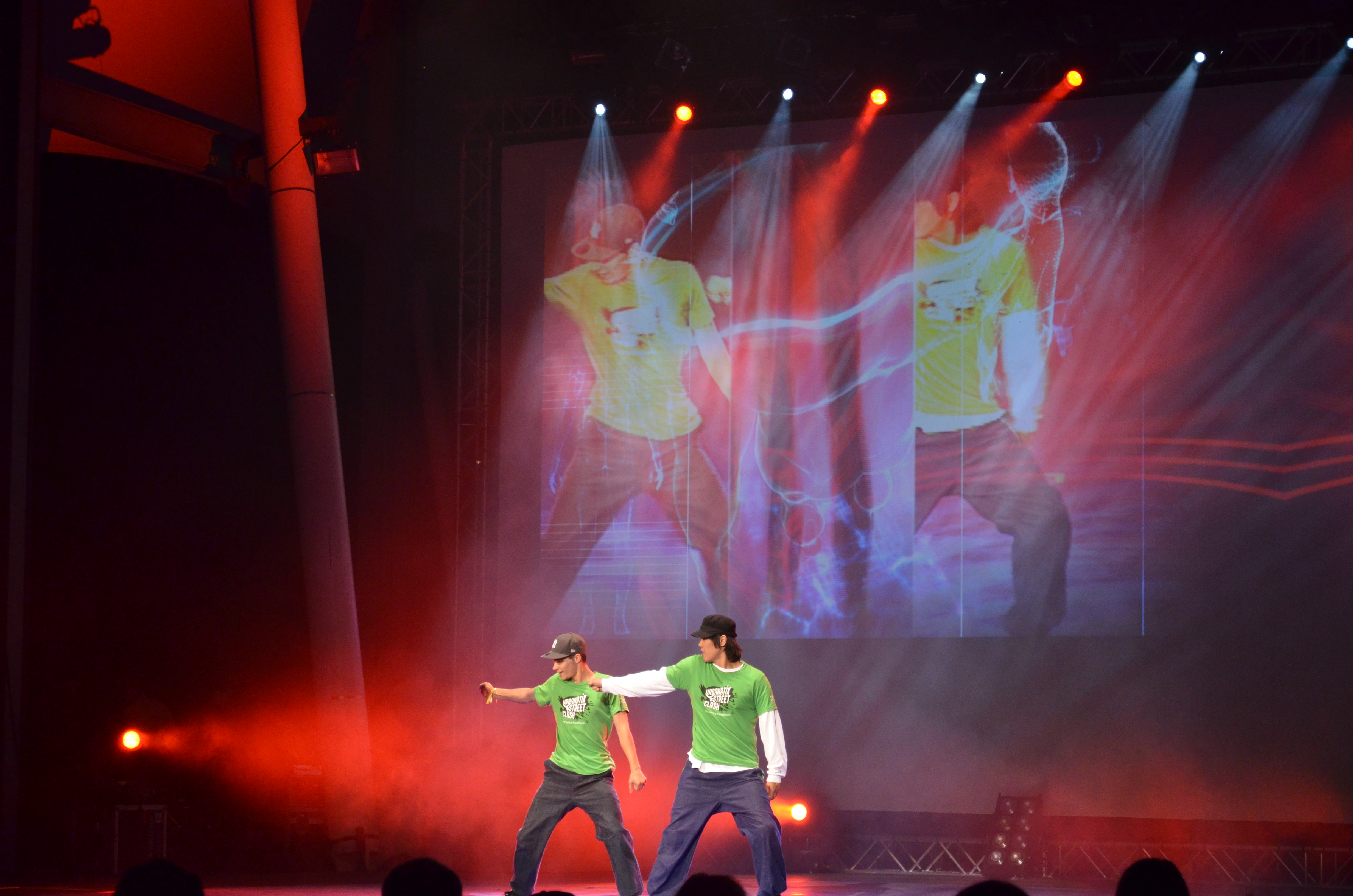
Breakdance
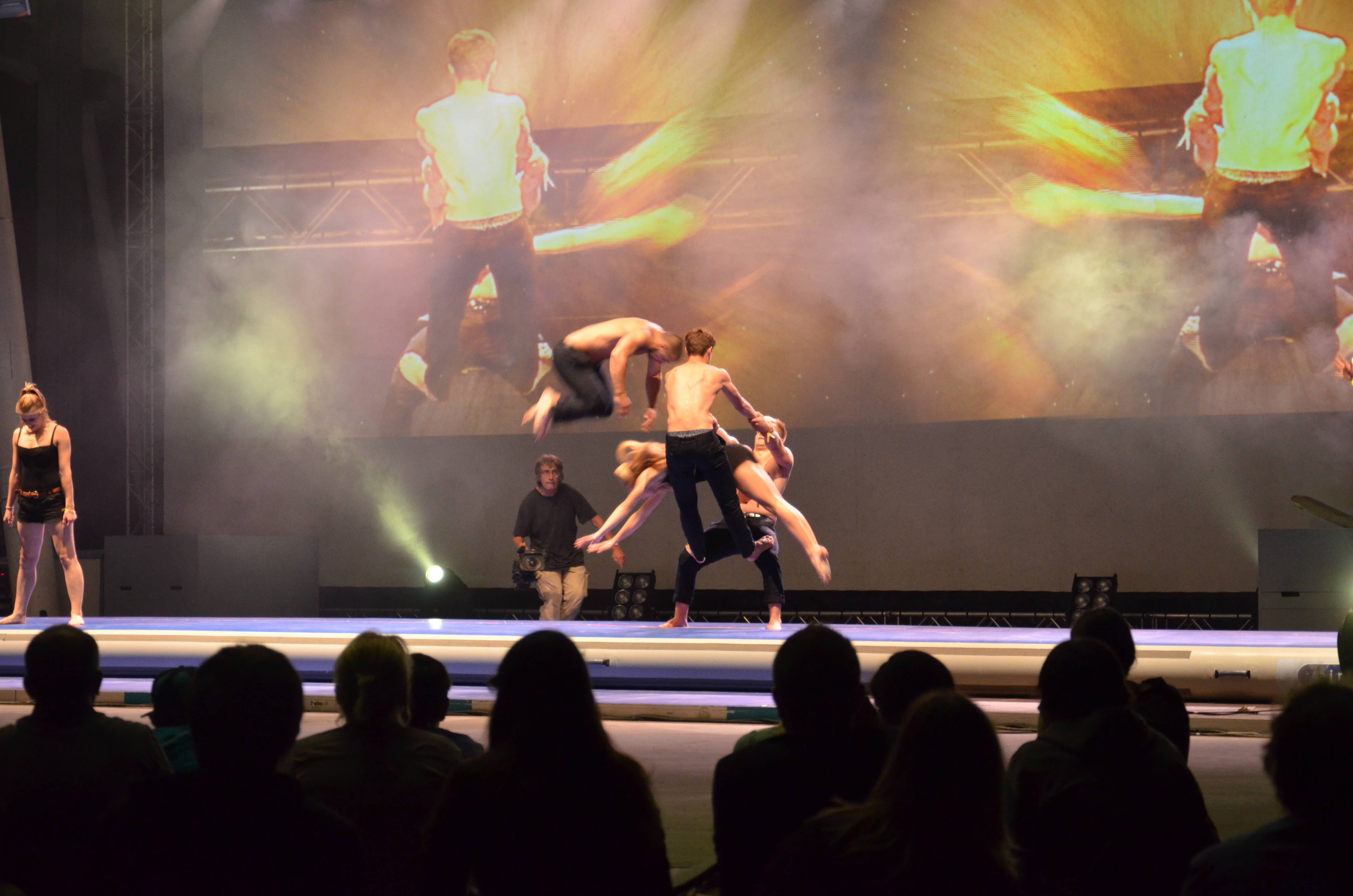
Sprung-Akrobatik
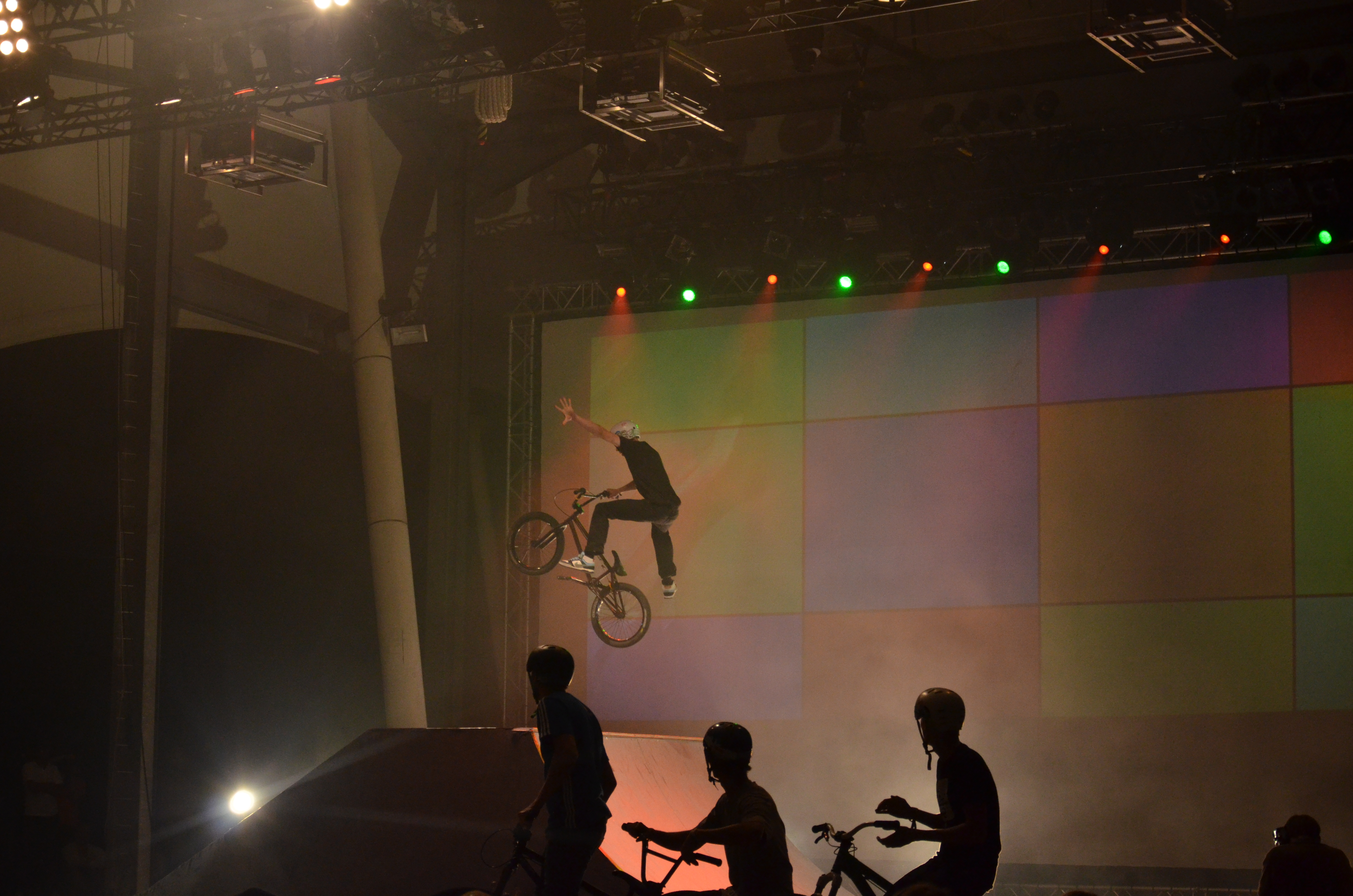
Free-Rides
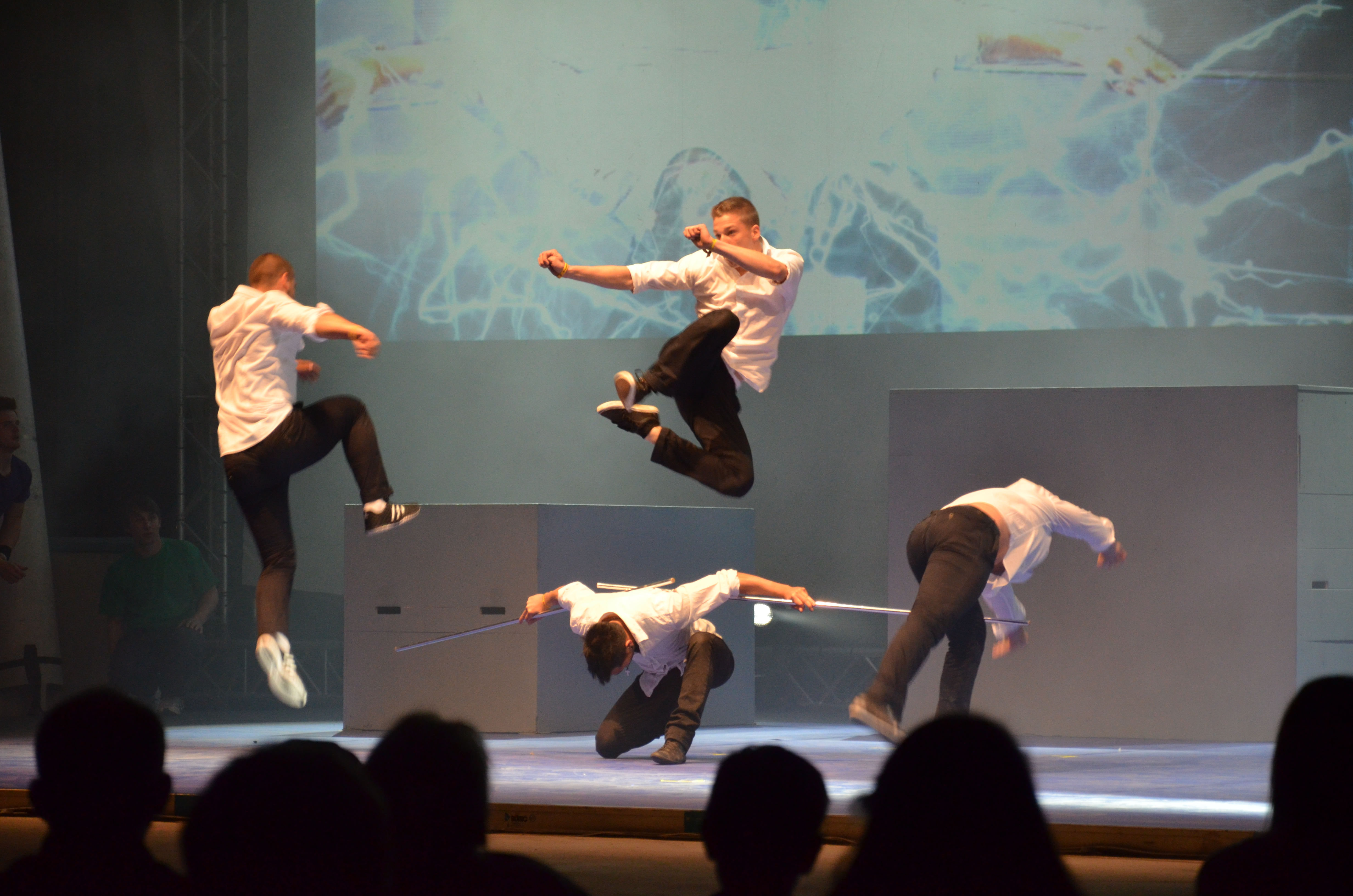
Street-Fights